# 查尔斯·曼纳斯-萨顿
查尔斯·曼纳斯-萨顿（Charles Manners-Sutton，1755年2月17日—1828年7月21日），是一名英格兰教会主教，1805年至1828年任坎特伯雷大主教。

## 生平
曼纳斯-萨顿是乔治·曼纳斯-萨顿勋爵和他的妻子戴安娜·卓别林的第四个儿子。乔治勋爵在1762年从他的哥哥罗伯特勋爵那里继承了外祖父第二代列克星敦男爵罗伯特·萨顿的姓氏“萨顿”。查尔斯曾在查特豪斯公學接受教育，1773年进入剑桥大学伊曼纽尔学院，1777年获得学士学位，1780年获得硕士学位，1792年获得神学博士学位。
1792年，他成为诺里奇主教，两年后被任命为温莎教长。1805年，他成为坎特伯雷大主教。任期内，他卖掉了克罗伊登的旧大主教宫殿，官邸换成阿丁顿宫。
1828年7月21日，他在兰贝斯去世，并于7月29日安葬在阿丁顿家族墓地里。

## 作品
他发表有两篇布道辞，一篇在上议院宣讲（伦敦，1794 年），另一篇在圣公会差会（伦敦，1797 年）宣讲。

## 家庭

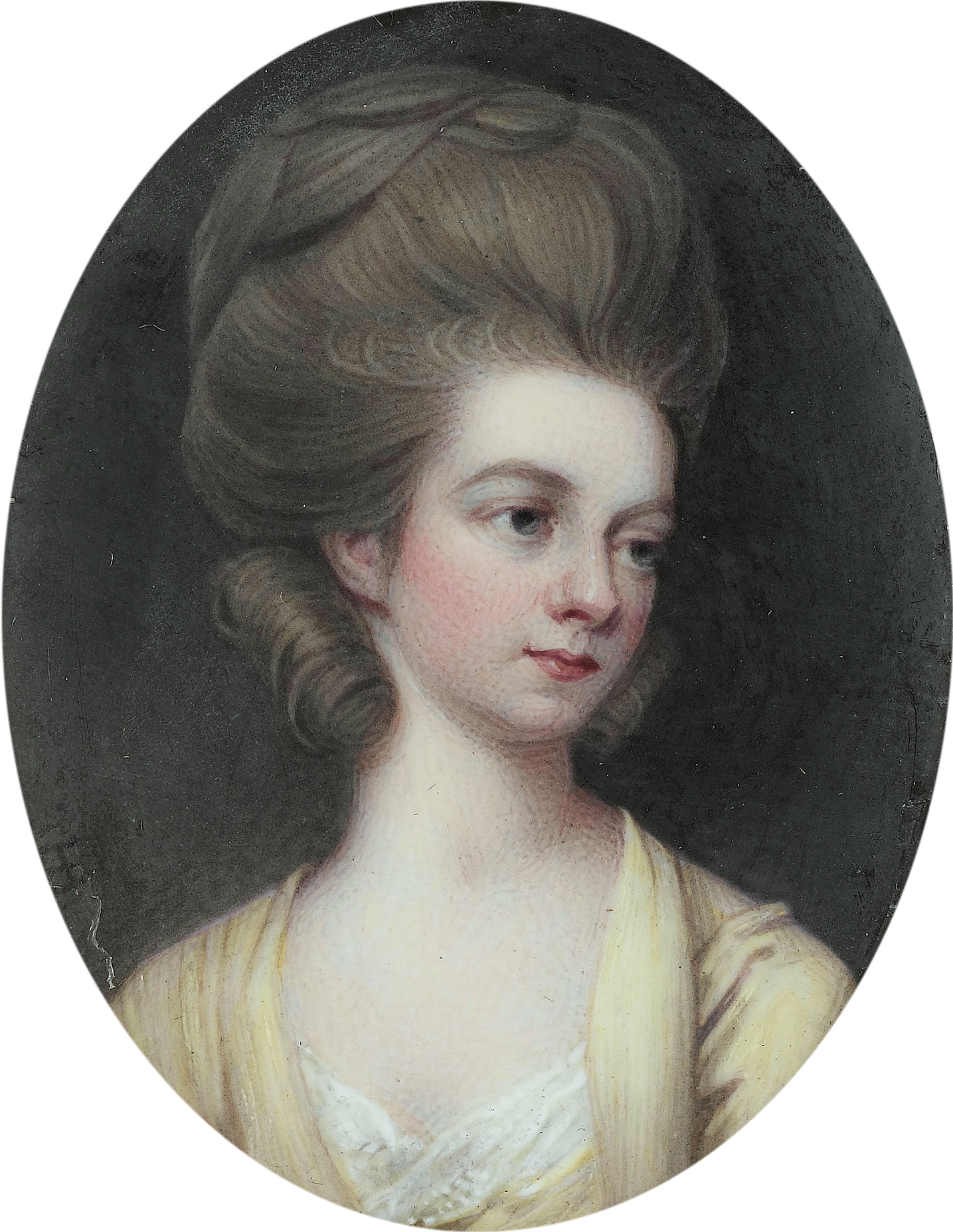
玛丽·曼纳斯-萨顿（1783-1829）

1778年，他与政治家托马斯·索罗顿的女儿玛丽结婚，育有两个儿子和十个女儿。他的儿子查尔斯·曼纳斯-萨顿后来成为下议院议长，并于1835年获得坎特伯雷子爵头衔。他的女儿伊莎贝拉之子亨利·曼纳斯·奇切斯特是《牛津國家人物傳記大辭典》的作者之一。

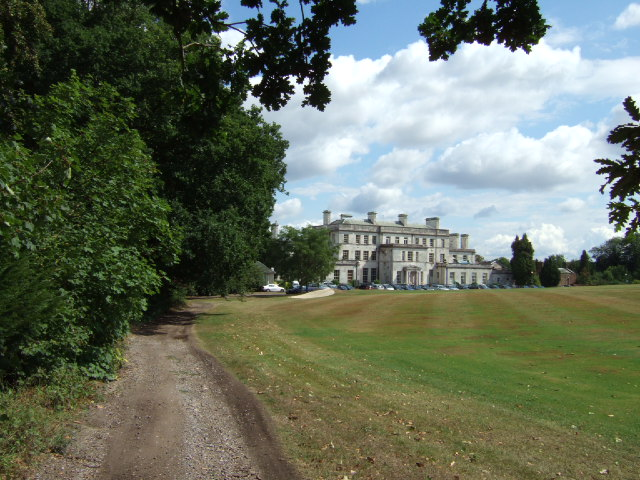
从1805年到去世为止，他一直住在阿丁顿宫。